# Josh Ruben

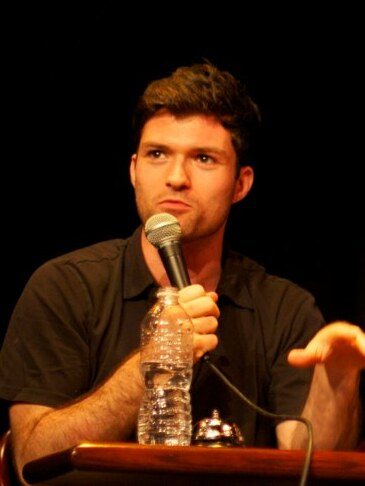
Josh Ruben (2012)

Joshua Benjamin „Josh“ Ruben (* 30. Juni 1983 in Washington, D.C.) ist ein amerikanischer Schauspieler, Filmregisseur und Drehbuchautor.

## Privates
Die Sängerin Rachael Yamagata ist Rubens Halbschwester.
Er ist verheiratet mit der Regisseurin Lauren Sick. Das Paar verlor durch die Waldbrände in Südkalifornien im Januar 2025 ihr erstes selbsterworbenes Haus, Wochen bevor sie es bezogen. Freunde und Filmkollaborateure wie Mark Duplass und Christopher Landon sammelten für sie durch Fundraising etwa 75.000 Dollar ein.

## Leben und Karriere
Ruben wuchs in Woodstock, New York im Hudson Valley auf, wo er als Kind am Jugendtheater aktiv war. Er ging auf die Onteora High School, an der seine Mutter Direktorin war. Mit achtzehn Jahren zog er nach New York. In Manhattan nahm er an dem zweijährigen Schauspiel-Workshop von Mike Nichols teil, um Comedy-Schauspieler. Er erhielt aber zunächst für mehrere Jahre keinen Agenten und arbeitete als Statist. Inspiriert durch die Improcomedy-Gruppe Upright Citizens Brigade gründete er mit Freunden die Gruppe Dutch West, mit der er Webfilme erstellte. Als er 23 Jahre alt war, entdeckte ihn dort das Webcomedy-Studio 'CollegeHumor, für die er daraufhin in verschiedenste Webserien, Parodien und Sketch als Schauspieler auftrat und als Regisseur und Autor fungierte. Seitdem inszenierte er auch für andere Shows Sketche, hunderte Werbespots und führte einen Comedy-YouTube-Kanal.
2016 zog Ruben nach Los Angeles und investierte das Geld seiner 401(k)-Versorgung, um seinen ersten Spielfilm, die Horrorkomödie Scare Me, zu schreiben und zu produzieren, den er 2019 am Cooper Lake bei seiner Heimatstadt drehte und in dem er die Hauptrolle spielte. Im Hudson Valley drehte er anschließend auch Werewolves Within von Mishna Wolff. Ersterer hatte Premiere beim Sundance Film Festival 2020, zweiter beim Tribeca Film Festival 2021. Ruben spielte 2022 in den Horrorfilmen A Wounded Fawn und Blood Relatives des Streamingdienstes Shudder und übernahm 2024 für Roku die Regie der dritten Staffel der Action-Comedy Die Hart. Michael Kennedy engagierte für die romantische Slasher-Komödie Heart Eyes – Der Pärchen-Killer, den er mit Christopher Landon und Phillip Murphy geschrieben hatte, Ruben als Regisseur. Für ihn war der Film die erste Produktion eines größeren Studios.

## Filmografie (Auswahl)

### Schauspiel
- 2005: Liebe ist Nervensache (Trust the Man)
- 2005–2006: Liebe, Lüge, Leidenschaft (One Life to Live, Fernsehserie, 5 Episoden)
- 2007: Goodbye Baby
- 2008–2019: CollegeHumor Originals (Webserie, 120 Episoden)
- 2009–2013: Jake and Amir (Webserie, 3 Episoden)
- 2009–2013: Hardly Working (Webserie, 24 Episoden)
- 2010–2013: Very Mary-Kate (Webserie, 6 Episoden)
- 2010–2014: Dorkly Originals (Webserie, 39 Episoden)
- 2011–2012: Troopers (Webserie, 15 Episoden)
- 2011–2012: The Six (Webserie, 5 Episoden)
- 2012: Kein Sex unter dieser Nummer
- 2013: Coffee Town
- 2013–2014: Precious Plum (Webserie, 13 Episoden)
- 2013–2014: UCB Comedy Originals (Fernsehserie, 18 Episoden)
- 2014: Worst Friends
- 2014: The Britishes (Miniserie, 4 Episoden)
- 2014–2015: Royal Pains (Fernsehserie, 2 Episoden)
- 2016: Thanksgiving (Fernsehserie, 8 Episoden)
- 2017: What Children Do
- 2017: Off Days (Fernsehserie, 1 Episode)
- 2017: Freddy Derryl (Kurzfilm)
- 2017: Cabin (Kurzfilm)
- 2018: Unlovable
- 2018: See Plum Run (Fernsehserie, 9 Episoden)
- 2019: You’re the Worst (Fernsehserie, 1 Episode)
- 2019: Greener Grass
- 2019: Soft & Pink (Kurzfilm)
- 2019: Oh Jerome, No (Miniserie, 2 Episoden)
- 2020: Scare Me
- 2021: Plan B
- 2021: Pare (Kurzfilm)
- 2021: Are You Happy Now?
- 2022: A Wounded Fawn
- 2022: Blood Relatives
- 2024: The Creep Tapes (Fernsehserie, 1 Episode)

### Filmschaffen
R=Regie; D=Drehbuch
- 2009–2013: CollegeHumor Originals (Webserie) – R, 48 Episoden; D, 22 Episoden
- 2012–2013: Hardly Working – R, 1 Episode; D, 4 Episoden
- 2013: Remix the Movies (Fernsehserie) – R, 7 Episoden
- 2014: Step 9 (Fernsehserie) – R, 3 Episoden
- 2015: Adam Ruins Everything (Fernsehserie) – R, 3 Episoden
- 2016: Boondoggle (Miniserie) – R, 2 Episoden
- 2017: Freddy Derryl (Kurzfilm) – R, D
- 2017: Cabin (Kurzfilm) – D
- 2020: Scare Me – R, D
- 2021: Werewolves Within – R
- 2021: Death to 2021 (Fernsehspecial) – R
- 2024: Die Hart (Fernsehserie) – R, 7 Episoden
- 2025: Heart Eyes – Der Pärchen-Killer (Heart Eyes) – R